# Felix Skutsch
Felix Otto Skutsch (* 14. Januar 1861 in Königshütte; † 19. Februar 1951 in Leipzig) war ein deutscher Arzt und Gynäkologe.

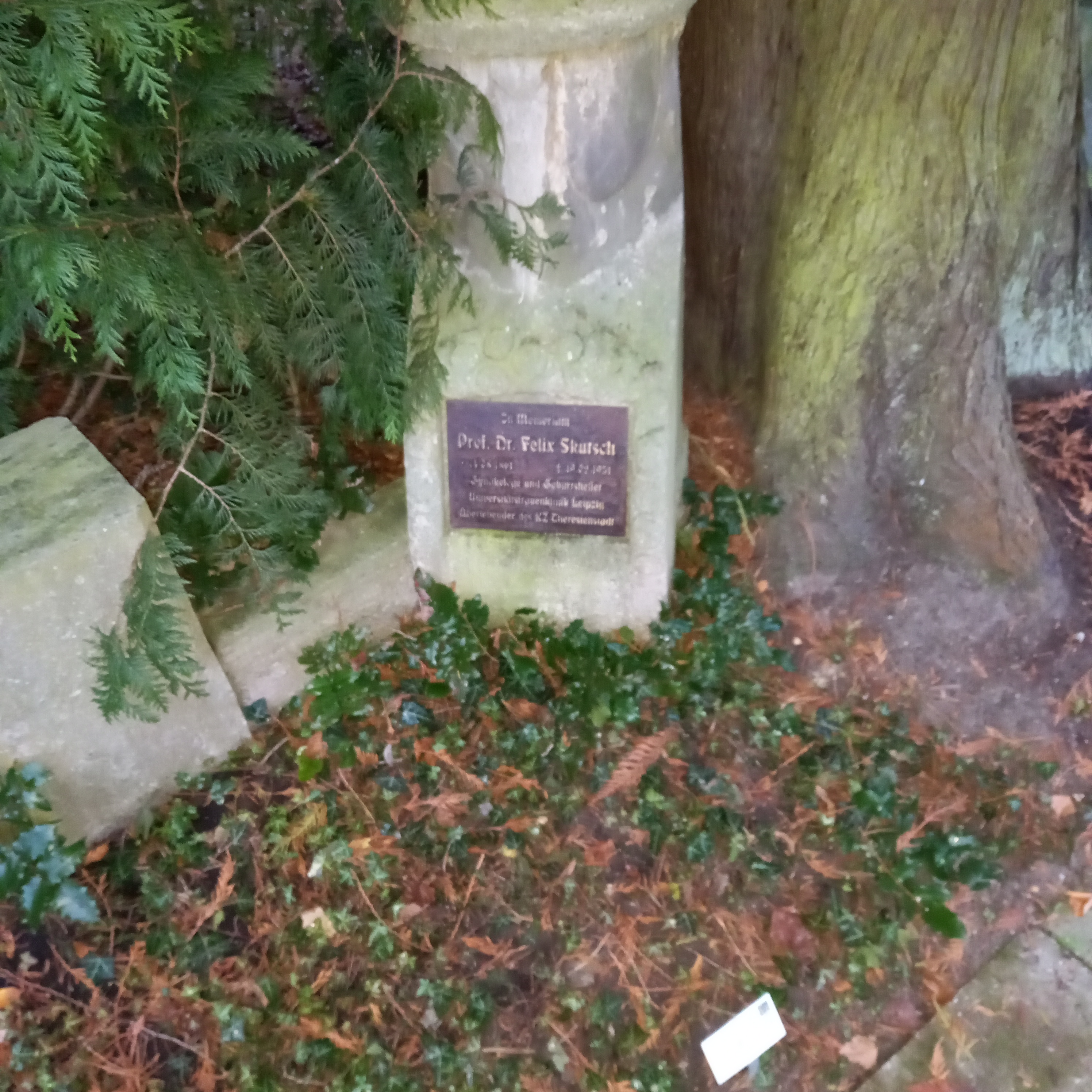
Gedenktafel für Felix Skutsch auf dem Südfriedhof (Leipzig)

## Leben
Sein Vater, Sanitätsrat Fedor Skutsch († 1897), war Praktischer Arzt in Breslau. Beide Eltern, wie auch die Großeltern, waren Juden. Felix Skutsch besuchte in Breslau das Maria-Magdalenen-Gymnasium, wo er 1879 die Reifeprüfung ablegte (zusammen mit Siegfried Czapski, Wilhelm Prausnitz und Richard Reitzenstein). Anschließend studierte er an den Universitäten in Breslau, Leipzig und Freiburg.
Mit der Arbeit Die Lacerationen der Cervix uteri, ihre Bedeutung und operative Behandlung promovierte er 1884 an der Breslauer Universität. Seine berufliche Tätigkeit begann Skutsch am 1. April 1884 an einer der ältesten Universitätsfrauenkliniken Mitteleuropas in Jena als Assistenzarzt unter Bernhard Sigmund Schultze, Ordinarius für Geburtshilfe und Gynäkologie; dieser zählte in seiner Zeit zu den führenden Vertretern seines Fachs. Auch wissenschaftlich von seinem Lehrherrn gefördert, wurde Skutsch noch im gleichen Jahr dessen engster Mitarbeiter, vergleichbar einem heutigen Oberarzt. Im Dezember 1886 trat Skutsch zum christlichen Glauben über und wurde evangelisch, Schultze war einer der Taufzeugen. Die Beckenmessung an der lebenden Frau war der Titel seiner Arbeit, mit der er sich unter Heinrich Braun 1887 habilitierte. Nachdem er bis 1891 als Privatdozent an der Universität Jena lehrte, wurde er 1891 zum außerordentlichen Professor ernannt. Nach seiner Heirat im Jahre 1897 betrieb er neben seiner Lehrtätigkeit auch eine ärztliche Privatpraxis. Der Ehe mit Helene Friedenthal entstammten zwei Kinder, Walther und Ilse, die später in die USA und nach England emigrierten. Als Skutsch die erhoffte Nachfolge von Schultze als ordentlicher Professor und Direktor der Universitäts-Frauenklinik in Jena nicht zugesprochen bekam, setzte er sich 1903 nach Leipzig ab. Mit der Fürsprache von Paul Zweifel (Ordinarius für Gynäkologie und Geburtshilfe an der Universität Leipzig) und des Pathologen Heinrich Curschmann konnte sich Skutsch in Leipzig umhabilitieren. Neben seiner Lehrtätigkeit an der Universität unterhielt Skutsch eine umfangreiche Praxis als Frauenarzt. Außerdem leitete er ab 1908 eine Privatfrauenklinik. 1923 wurde Skutsch dann auch an der Leipziger Universität als außerordentlicher Professor zugelassen. 1925 erhielt er einen Lehrauftrag für Theoretische Geburtshilfe. Felix Skutsch war Gründungsmitglied der Deutschen Gesellschaft für Gynäkologie (DGGG) und 1913 bis 1923 Vorsitzender der Geburtshilflich-Gynäkologischen Gesellschaft in Leipzig. In der Leipziger Volkshochschule hielt er populärwissenschaftliche Vorträge.
Die Maßnahmen der nationalsozialistischen Machthaber gegen Juden trafen Skutsch dann in voller Härte. Im September 1933 wurde ihm die Lehrberechtigung an der Universität entzogen. Es folgte die Beendigung der Tätigkeit von Kassenärzten nichtarischer Abstammung, von der er 1936 betroffen wurde und 1938 dann das endgültige Berufsverbot jüdischer Ärzte (Vierte Verordnung zum Reichsbürgergesetz vom 25. Juli 1938). Die Verordnung über die Anmeldung des Vermögens von Juden –  ebenfalls aus dem Jahr 1938 – führte auch bei Skutsch in den nächsten Jahren zu drastischen Einschränkungen der Lebensführung.
Eine ins Auge gefasste Emigration kam nicht mehr zustande. Skutsch musste mehrmals umziehen, wohnte zuletzt in einem Hinterhaus und wurde im März 1943 zusammen mit seiner Frau in das Konzentrationslager Theresienstadt deportiert. Der bereits 82-jährige Skutsch fand auf der Frauenstation des KZ-Krankenhauses noch eine Beschäftigung als Arzt. Er hielt sogar medizinische Vorträge, die von den Lagerinsassen organisiert wurden. Im Theresienstadt-Konvolut ist er als „A-Prominenter“ aufgeführt. Seine Frau starb im Lager Theresienstadt Anfang des Jahres 1944. Felix Skutsch wurde am 8. Mai 1945 durch die Rote Armee befreit und kehrte nach Leipzig zurück. Die Universität Leipzig führte ihn ab 1946 wieder als außerordentlichen Professor.
Vom Februar 1946 bis März 1947 wurde Skutsch kommissarisch beauftragt mit dem Unterricht und den Examensprüfungen der Frauenheilkunde; im Juli 1947 wurde er zum Professor ernannt. Auch in Jena und Halle hielt Skutsch noch bis 1948 Gastvorlesungen. Zur Vollendung seines 90. Lebensjahres fand unter großer Anteilnahme eine Festveranstaltung im Hörsaal der Universitäts-Frauenklinik in Leipzig statt.
2014 wurde durch die Universität Leipzig auf dem Leipziger Südfriedhof eine Gedenktafel für Skutsch errichtet.

## Werke
- Werke von Felix Skutsch im Katalog der Thüringer Universitäts- und Landesbibliothek Jena
- Geburtshilfliche Operationslehre. Für Studierende und Aerzte, Jena 1901
- Die Palpation der Bauch- und Beckenorgane, Leipzig 1891